# Mio cor, povero cor
Mio cor, povero cor (RV 690) è una serenata a tre in due parti del compositore Antonio Vivaldi su un libretto di origine ignota.
Fu rappresentata per la prima volta probabilmente attorno al 1719 in una località sconosciuta. Ripresa più volte in tempi moderni, è stata spesso messa in scena sotto vari titoli: i più noti sono Eurilla e Alcindo e Serenata a Tre.